# مقاصد الشريعة الإسلامية عند الصحابة

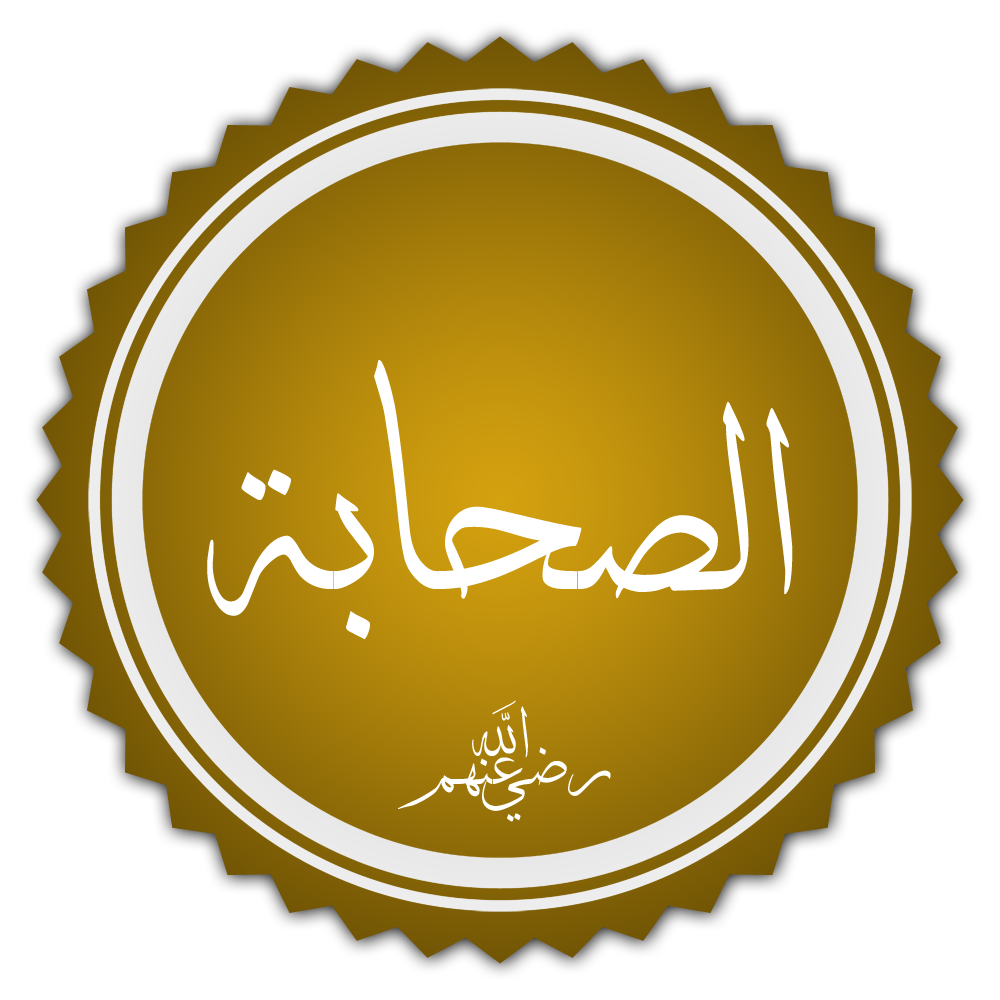

للقيام بعملية استنباط الأحكام لابد من العلم بأسرار الشريعة ومقاصدها.والصحابة رضوان الله عليهم اكتسبوا هذا العلم من عند رسول الله.فكانوا هم النقلة لهذا العلم، وبهذا تلقوا المقاصد من عند الرسول وطبقوها، ويظهر ذلك من خلال أول اجتماع بعد وفاة الرسول في السقيفة للمشاورة حول من يولونه عليهم بعد رسول الله صلى الله عليه وسلم. ، لإدراكهم أن تعيين إمام على المسلمين مقصد عظيم من مقاصد الشريعة، ونذكر الخلفاء الأربعة كنماذج عن ذلك وذلك لوضوح المقاصد في فتاويهم وآرائهم:

## المقاصد عندأبي بكر الصديق
من أهم اجتهاداته المقاصدية:
1-قيامه بجمع القرآن في صحف: وذلك حين قال له عمر: إن القتل قد استحر يوم اليمامة بقراء القرآن وإني أخشى إن استحر القتل بالقراء بالمواطن فيذهب كثير من القرآن وإني أرى أن تأمر بجمع القرآن، قال أبو بكر:«فلم يزل عمر يراجعني فيه حتى شرح الله صدري لذلك ورأيت الذي رأى عمر». فأمر بجمعه بعد أن كان مبثوثاً، وذلك لمراعاة مقصد حفظ القرآن الكريم-الدين- .
2-وكذلك أنه عهد إلى عمر من بعده في الخلافة مباشرة فكان أبو بكر حريصا ألا يبقى الناس ولو يوماً واحداً بدون إمام؛ لما علم أن هذا الشرع حريص على انضواء الناس تحت إمام واحد. 
واجتهاداته كثيرة يكفي هاذين المثالين.

## المقاصد عندعمر بن الخطاب
وقد كانت آراؤه تعج بالمقاصد، ومن ذلك:
1-إيقافه لحد السرقة عام الرمادة، وذلك لأنه علم أن الضرورة تقتضي ذلك.
2-جمعه للناس في صلاة التراويح على إمام واحد. حيث قال لما رأى الناس يصلون جماعات شتى:"والله إني لأراني لو جمعت هؤلاء على قارئ واحد لكان أمثل فجمعهم على أبي بن كعب" ثم قال في اليوم التالي:"نعمت البدعة هذه والتي تنامون عنها أفضل من التي تقومون"—يعني آخر الليل- وكان الناس يقومون أوله" فكان للناس لمقصد لم شمل الأمة.
3-بالإضافة إلى نظره إلى حق الإنسان في الحرية، وذلك من خلال قوله لابن الأكرمين بن عمرو بن العاص:«متى استعبدتم الناس وقد ولدتهم أمهاتهم أحراراً»، وهذه المقولة أكدت مقصد حفظ حرية الإنسان.
4-وأخيراً لما حضرته الوفاة عهد إلى مجلس مكون من ستة أشخاص وقال لهم:«...تشاوروا ثلاثة أيام...ولا يأتين اليوم الرابع إلا وعليكم أمير منكم» فكان هذا نظراً مقاصدياً منه.
وهكذا كان عمر من شيوخ المقاصد، وهو معروف بهذا تاريخياً.

## المقاصد عندعثمان بن عفان
له العديد من الإنجازات المقاصدية، أهمها:
1-قيامه بجمع القرآن في مصحف واحد-مصحف الإمام- حين قال له حذيفة:«يا أمير المؤمنين، أدرك هذه الأمة قبل أن يختلفوا في الكتاب، اختلاف اليهود والنصارى.» فأرسل عثمان إلى حفصة:«أن أرسلي إلينا بالصحف ننسخها في المصاحف ثم نردها أليك، ثم أرسل إلى كل أفق بمصحف مما نسخوا، وأمر بما سواه من القرآن في كل صحيفة أو مصحف أن يحرق». وتحريقه لبقية المصاحف مراعاة لمقصد الحفاظ على كتاب الله، وصيانته من اختلاف الناس عليه.
2-ومن فتاويه المقاصدية، فتواه في لقطة الإبل (الإبل الضائعة)، والمعلوم أن النبي نهى عن أخذها، لكن في عهد عثمان كثرت الإبل الضالة فأفتى بجواز جمعها وبيعها وحفظ ثمنها في بيت مال المسلمين، فإن جاء صاحبها أخذ قيمتها. وهذا لحفظ مال المسلمين وصيانته وهذا اعتبارٌ للمقاصد. والخلاصة أن عثمان كان يستعمل المقاصد في آرائه.

## المقاصد عندعلي بن أبي طالب
يعتبر علي بن أبي طالب مدرسة في علم المقاصد، وذلك بما امتازت به فتاواه وآراؤه، وكمثال عنها قوله بجلد شارب الخمر ثمانين جلدة، معللاً ذلك بقوله لعمر:«نرى أن تجلده ثمانين فإنه إذا شرب سكر وإذا سكر هذى وإذا هذى افترى» وبهذا نجده قد نظر إلى مقاصد الشارع ومقاصد المكلَّف.إلى غير ذلك من الفتاوى، وإلا فإن المجلدات لاتسع للكلام عن المقاصد عند علي.

## الخلاصة
إن الصحابة قد نهجوا نهج الرسول فكانوا يعتبرون المقاصد والمآلات، وخاصة عند الخلفاء الأربعة لأن المقاصد تظهر بجلاء عند الحاكم العادل الذي يسعى إلى صلاح رعيته.